# Here I Come
«Here I come» es una canción de la cantante estadounidense Fergie en la que colabora con Will.i.am. El tema se encuentra en el primer disco en solitario de Fergie, The Dutchess. La canción fue usada en el anuncio de una nueva cadena de televisión americana ,CW.También fue utilizada en el comercial del nuevo Motorola Rockr.

## Actuaciones
Aunque no ha sido lanzada como un sencillo oficial, se ha utilizado en numerosos anuncios publicitarios y programas de televisión, incluyendo varios episodios de la serie americana Ugly Betty. Una parte de la canción con la letra ligeramente cambiada se utilizó para promover una nueva cadena de televisión, la CW Television Network.
Fue lanzada en Australia, Nueva Zelanda y Brasil como sexto sencillo de su álbum debut. Here I come se convirtió en la segunda canción más escuchada de la radio australiana la misma semana en que fue lanzada. En el estribillo de la canción se escucha una parte de la canción "Get Ready" del grupo The Temptations. El sencillo también fue utilizado para la nueva campaña de Motorola a la que Fergie ha prestado su imagen. En el programa So You Think You Can Dance, la canción fue utilizada para diferentes coreografías. Además Fergie interpretó el tema junto a Will.i.am y Elton John en los Fashion Rocks del 2006.

## Posicionamiento
La canción debutó en la posición 73 el 8 de enero como sencillo digital en la lista australiana "ARIA Singles Chart". Unas semanas después logró el puesto 22, su posición máxima en Australia. El 30 de marzo entró en la posición 38 en Nueva Zelanda, siendo esta su posición máxima. En junio debutó en Estados Unidos para conseguir llegar hasta el número 22 de la lista "U.S. Billboard Bubbling Under Hot 100 Singles".
| Listas                                        | Posiciones |
| --------------------------------------------- | ---------- |
| Australian ARIA Singles Chart                 | 22         |
| U.S. Billboard Bubbling Under Hot 100 Singles | 22         |
| New Zealand RIANZ Top 40                      | 38         |